# Кубок Нидерландов по футболу 2022/2023
Кубок Нидерландов по футболу 2022/2023 — 105-й розыгрыш кубкового футбольного турнира в Нидерландах. Титул защитил клуб ПСВ.

## Календарь
| Раунд                        | Дата                      | Матчи | Клубы   |
| ---------------------------- | ------------------------- | ----- | ------- |
| Первый предварительный раунд | 13 августа 2022           | 6     | →       |
| Второй предварительный раунд | 20 — 21 сентября 2022     | 21    | →       |
| Первый раунд                 | 18—20 октября 2022        | 27    | → 32    |
| 1/16 финала                  | 10–12 января 2023         | 16    | 32 → 16 |
| 1/8 финала                   | 7–9 февраля 2023          | 8     | 16 → 8  |
| 1/4 финала                   | 28 февраля – 2 марта 2023 | 4     | 8 → 4   |
| 1/2 финала                   | 4–5 апреля 2023           | 2     | 4 → 2   |
| Финал                        | 30 апреля 2023            | 1     | 2 → 1   |

## 1/8 финала
| Команда 1        | Результат      | Команда 2       |
| ---------------- | -------------- | --------------- |
| 7 февраля 2023   |                |                 |
| АЗ               | 1:2 (доп. вр.) | Утрехт          |
| Де Графсхап (2)  | 3:0            | Де Трефферс (2) |
| НАК Бреда (2)    | 1:2            | Херенвен        |
| 8 февраля 2023   |                |                 |
| ПСВ              | 3:1            | Эммен           |
| Спакенбург (3)   | 1:1 (4:1 п.)   | Катвейк (3)     |
| Фейеноорд        | 4:4 (5:3 п.)   | НЕК             |
| 9 февраля 2023   |                |                 |
| Твенте           | 0:1            | Аякс            |
| АДО Ден Хааг (2) | 1:0            | Гоу Эхед Иглз   |

## 1/4 финала
| Команда 1       | Результат | Команда 2        |
| --------------- | --------- | ---------------- |
| 28 февраля 2023 |           |                  |
| Утрехт          | 1:4       | Спакенбург (3)   |
| 1 марта 2023    |           |                  |
| Херенвен        | 0:1       | Фейеноорд        |
| 2 марта 2023    |           |                  |
| ПСВ             | 3:1       | АДО Ден Хааг (2) |
| Де Графсхап (2) | 0:3       | Аякс             |

## 1/2 финала
| Команда 1      | Результат | Команда 2 |
| -------------- | --------- | --------- |
| 4 апреля 2023  |           |           |
| Спакенбург (3) | 1:2       | ПСВ       |
| 5 апреля 2023  |           |           |
| Фейеноорд      | 1:2       | Аякс      |

## Финал
| Аякс                                         | 1:1 (доп. вр.) | ПСВ                                           |
| -------------------------------------------- | -------------- | --------------------------------------------- |
| Брантуэйт 43′ (авт.)                         | (отчёт)        | Азар 67′                                      |
| Пенальти                                     |                |                                               |
| - Тадич - Бробби - Тимбер - Годтс - Альварес | 2:3            | - Азар - Рамальо - Сангаре - Эль-Гази - Силва |